# 乾時之戰
乾時之戰發生於前685年，魯莊公討伐齊國的戰爭。
前685年，雍林人殺公孫無知，齊僖公之子公子小白和齊國正卿高傒從小相好，一聽說雍林人殺了無知，就和秘密召公子小白從莒國回來。另一方面，魯莊公聽說無知被殺，也發兵送小白的哥哥公子糾回國即位，而派管仲帶兵堵截住莒國到齊國的路，管仲一箭射中公子小白帶鉤。公子小白咬舌吐血假裝倒地而死，管仲派人回魯國報捷。魯國於是就慢慢地送公子糾回國，六日方抵。這時公子小白已兼程趕回齊國，高傒迎立他為國君，是為齊桓公。
魯莊公大怒，為助公子糾爭位，於是年秋天，再度領兵攻打齊國。齊、魯兩軍在乾時相遇，齊軍大敗魯軍。魯莊公丟棄所乘戰車，改乘輕車逃回。其御手秦子及車右梁子持莊公的旗幟，在道旁誘騙齊軍時被俘。不久，大夫鮑叔牙率齊軍至魯國，鮑叔牙給魯莊公寫了一封信，信中說：「公子糾是齊君的兄弟，不忍殺他，請魯國自己殺他。公子糾的老師召忽、管仲是仇人，請魯國把他們送來，剁成肉泥。如不從命，將要出兵討伐魯國。」魯莊公害怕，遂殺死公子糾、召忽自殺，管仲被囚。桓公聽從鮑叔牙建議，假裝要殺仇人，把管仲接到齊國，委以政事。